# Gaby Dohm
Gaby Dohm, születési nevén Gabriele Helena Anna Dohm (Salzburg, 1943. szeptember 23. –) német-osztrák színésznő.

## Élete
Will Dohm és Heli Finkenzeller német színész házaspár leánya.